# Rodeo
Rodeo je tradicionalni šport podrijetlom iz Brazila. Popularan je i u Sjevernoj Americi. Riječ dolazi od španjolskog/portugalskog izraza "rodear", što znači "krug".
Rodeo je tradicionalni šport u Meksiku, Sjedinjenim Američkim Državama i Čileu. 
U SAD-u svaki rodeo počinje s povorkom, a zatim slijedi podizanje američke zastave i pjevanje himne.